# Tōkamachi
Tōkamachi (jap. 十日町市 Tōkamachi-shi) – miasto w Japonii, w prefekturze Niigata, na wyspie Honsiu (Honshū), nad rzeką Shinano (367 km).

## Położenie
Miasto leży w południowej części prefektury. Jest częścią regionu zwanego „krainą śniegu” ze względu na jego ogromne ilości, które pokrywają ten teren zimą. 
Miasto graniczy z:
- Nagaoka
- Jōetsu
- Uonuma
- Kashiwazaki
- Minami-Uonuma

## Transport
W mieście znajduje się stacja kolejowa Tōkamachi.

## Galeria

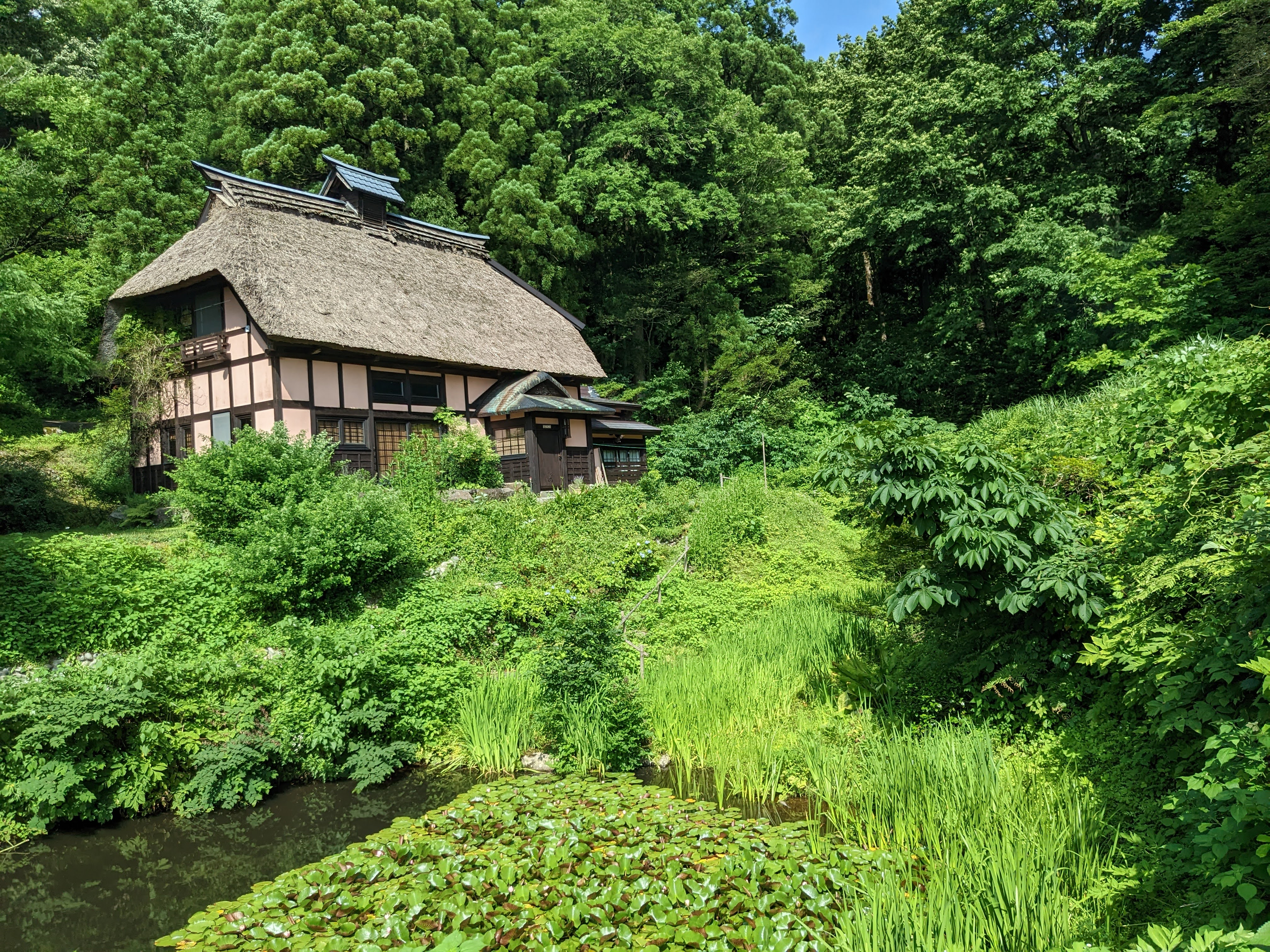
Niemiecki architekt Karl Bengs przeniósł się do Tōkamachi i przebudował lokalne domy
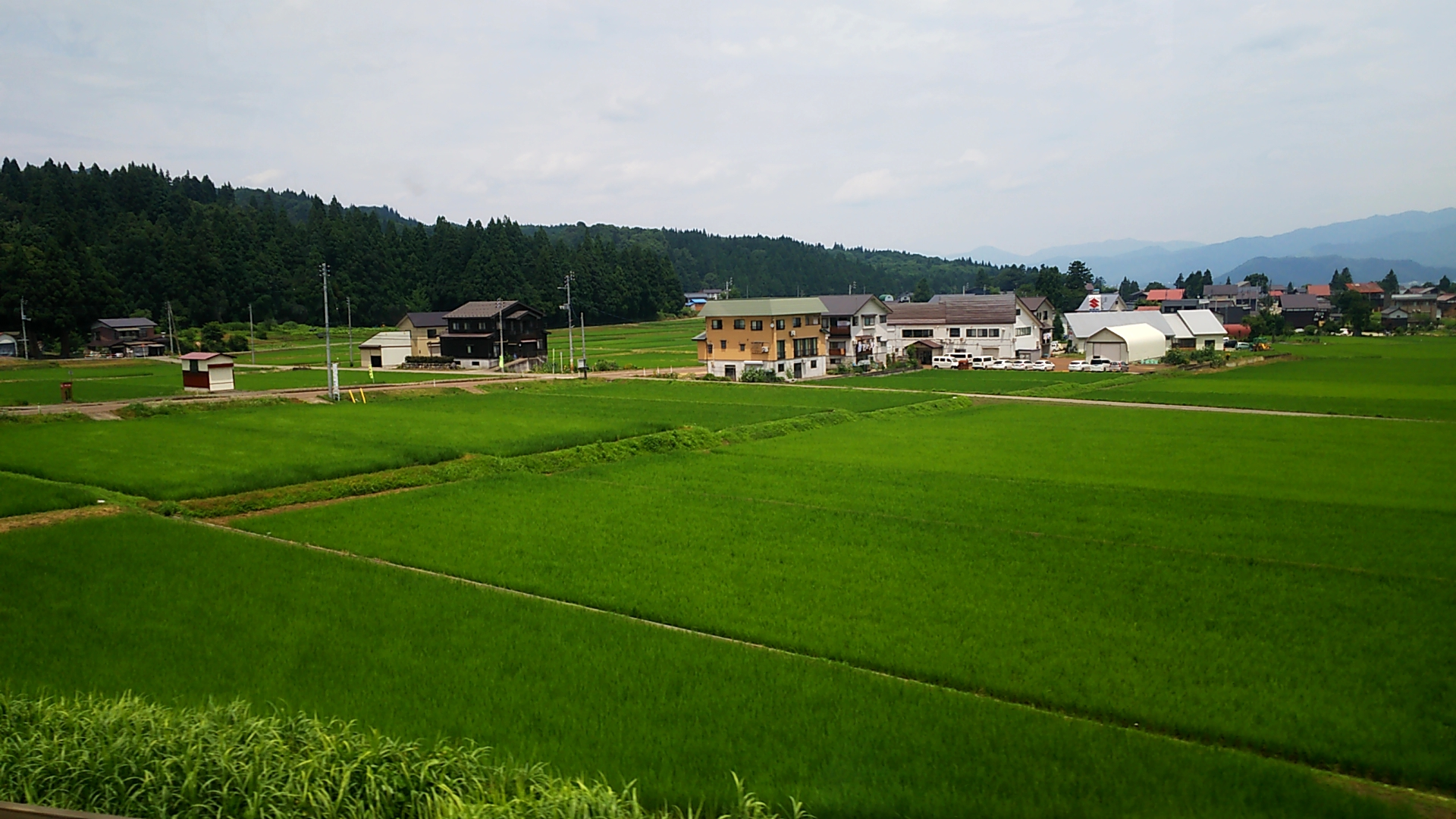
Pola ryżowe